# Đậu đũa
Đậu đũa hay đậu dải áo (danh pháp ba phần: Vigna unguiculata subsp. sesquipedalis) là một phân loài thực vật thuộc phân họ Đậu. Trong số các phân loài còn lại của loài Vigna unguiculata có đậu đen.

## Đặc điểm
Đậu đũa là cây dây leo hàng năm, thường được trồng để lấy trái làm thực phẩm. Quả đậu đũa xanh dài 35 cm đến 75 cm, thường được chế biến tương tự đậu cô ve. Đậu đũa ra quả khoảng 60 ngày sau khi gieo hạt, và thường gặp từng cặp quả đậu đũa trên cây. Đậu đũa thích hợp với khí hậu nhiệt đới và cận nhiệt đới, được trồng rộng rãi ở khu vực Đông Nam Á và nam Trung Quốc.

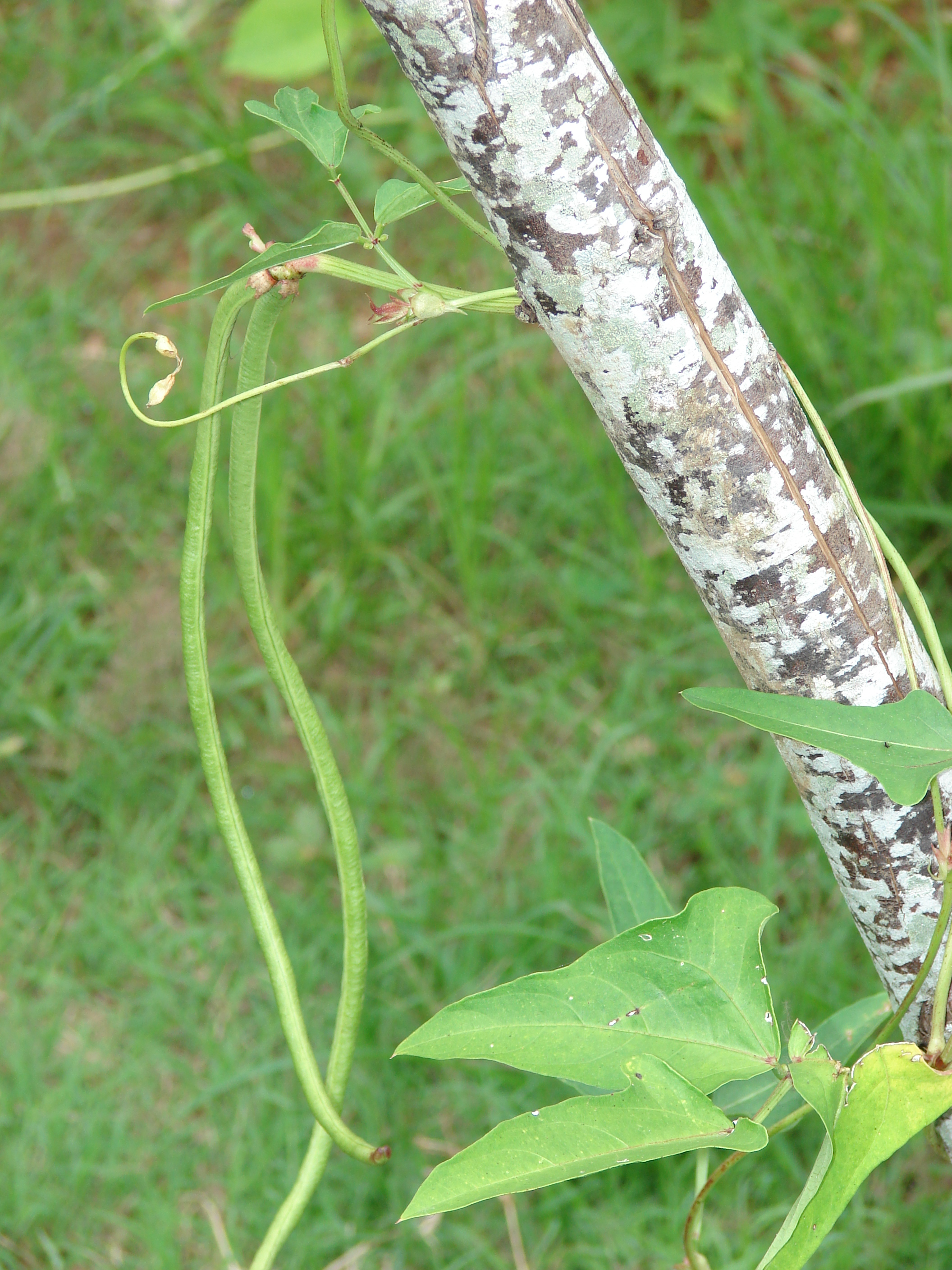
Đậu đũa thường ra từng cặp trái.

Tại châu Phi, đậu đũa là cây thực phẩm truyền thống, là nguồn dinh dưỡng tiềm tàng, giúp tăng cường an ninh lương thực, thúc đẩy phát triển nông thôn và hỗ trợ sự bền vững của hệ sinh thái.

## Các giống cây trồng
Tại Việt Nam, có 2 giống đậu đũa:
- Đậu lùn: cây cao 50 – 70 cm, trái ngắn 30 – 35 cm, thịt trái chắc, thời gian sinh trưởng ngắn (70 - 75 ngày), năng suất thấp hơn đậu leo.
- Đậu leo: thân sinh trưởng vô hạn, trái dài 40 – 70 cm, màu trái thay đổi từ xanh nhạt (giống hạt trắng) đến xanh rất đậm (giống hạt đen). Có nhiều giống như giống đậu hạt trắng, hạt đỏ, hạt trắng đỏ, hạt đen và hạt trắng đen.

## Sử dụng làm thực phẩm
Quả đậu đũa có thể được ăn khi còn xanh hoặc đã chín. Thường đậu đũa được cắt ngắn khi chế biến. Ở Tây Ấn, đậu đũa được xào với khoai tây và tôm. Ở Malaysia, đậu đũa thường được xào với ớt và một dạng mắm tôm, hoặc dùng trong món salad chín. Ngoài ra, đậu đũa còn được cắt ngắn và chiên cùng trứng tráng.
Tại Việt Nam, đậu đũa thường được cắt ngắn, sau đó luộc riêng hoặc xào chung với thịt bò, tôm khô...

## Dinh dưỡng
Đậu đũa là nguồn protein, vitamin A, thiamin, riboflavin, sắt, phosphor và kali rất tốt, cũng như rất giàu vitamin C, folat, magnesi và mangan.
Mỗi 100 gam hạt đậu đũa chứa 47 calo, 0 gam chất béo, 0 mg cholesterol, 4 mg natri (0% giá trị hàng ngày), 8 gam carbohydrat tổng số (2% giá trị hàng ngày) và 3 gam protein (5% giá trị hàng ngày). Ngoài ra, còn cung cấp 17% vitamin A, 2% sắt, 31% vitamin C và 5% calci nhu cầu hằng ngày. (Phần trăm giá trị hàng ngày tính trên thực đơn 2000 calo. Giá trị hàng ngày cá nhân có thể cao hơn hoặc thấp hơn tùy thuộc nhu cầu)

## Sử dụng làm thuốc
Quả tươi, hạt tươi hoặc hạt đậu đũa khô có thể được dùng để chữa một số bệnh như ăn khó tiêu, mụn nhọt, đau lưng, bệnh tiết niệu, di tinh, ra mồ hôi trộm hoặc chữa rắn cắn.

## Thư viện ảnh

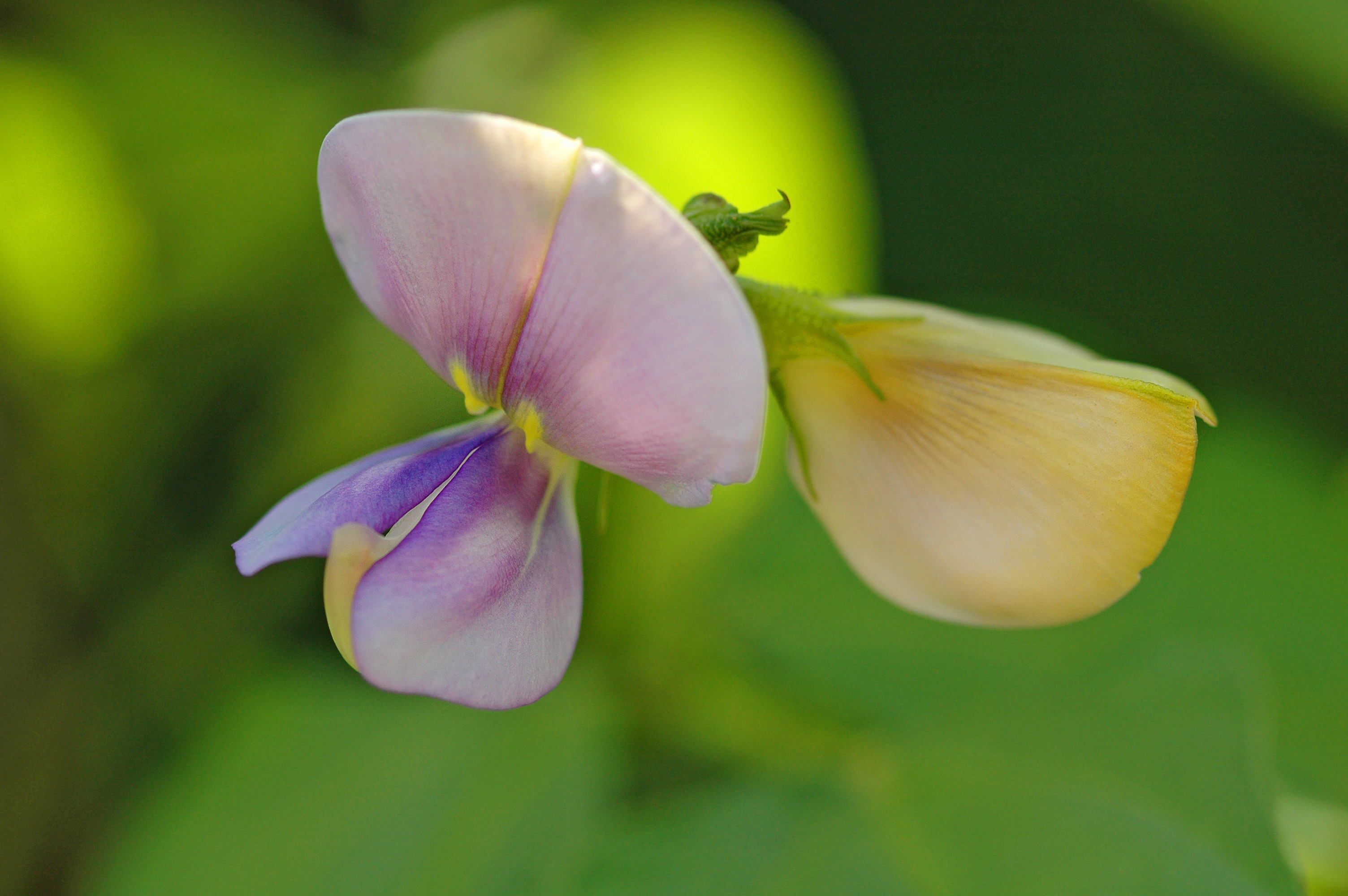
Hoa đậu đũa
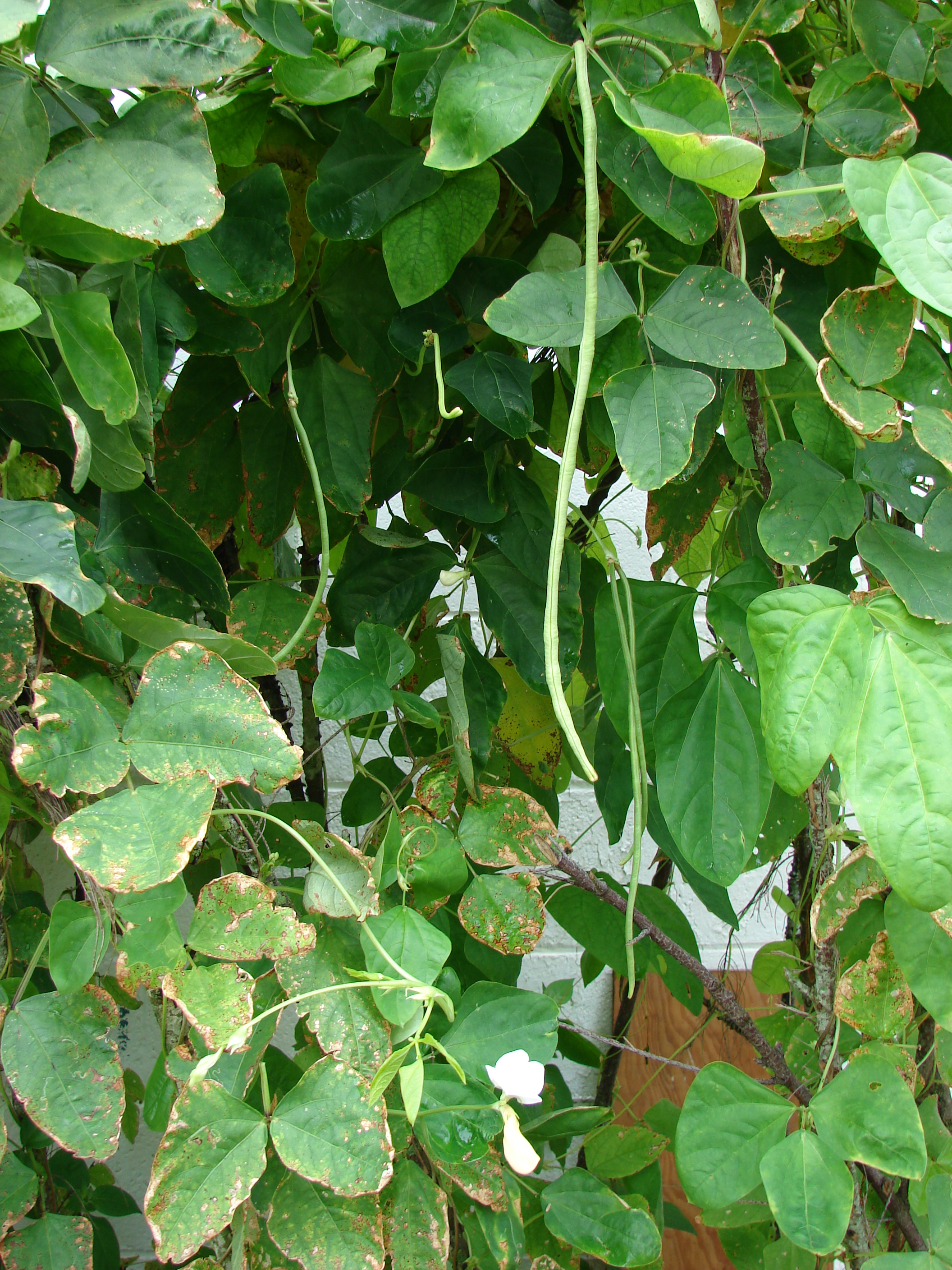
Giàn đậu đũa
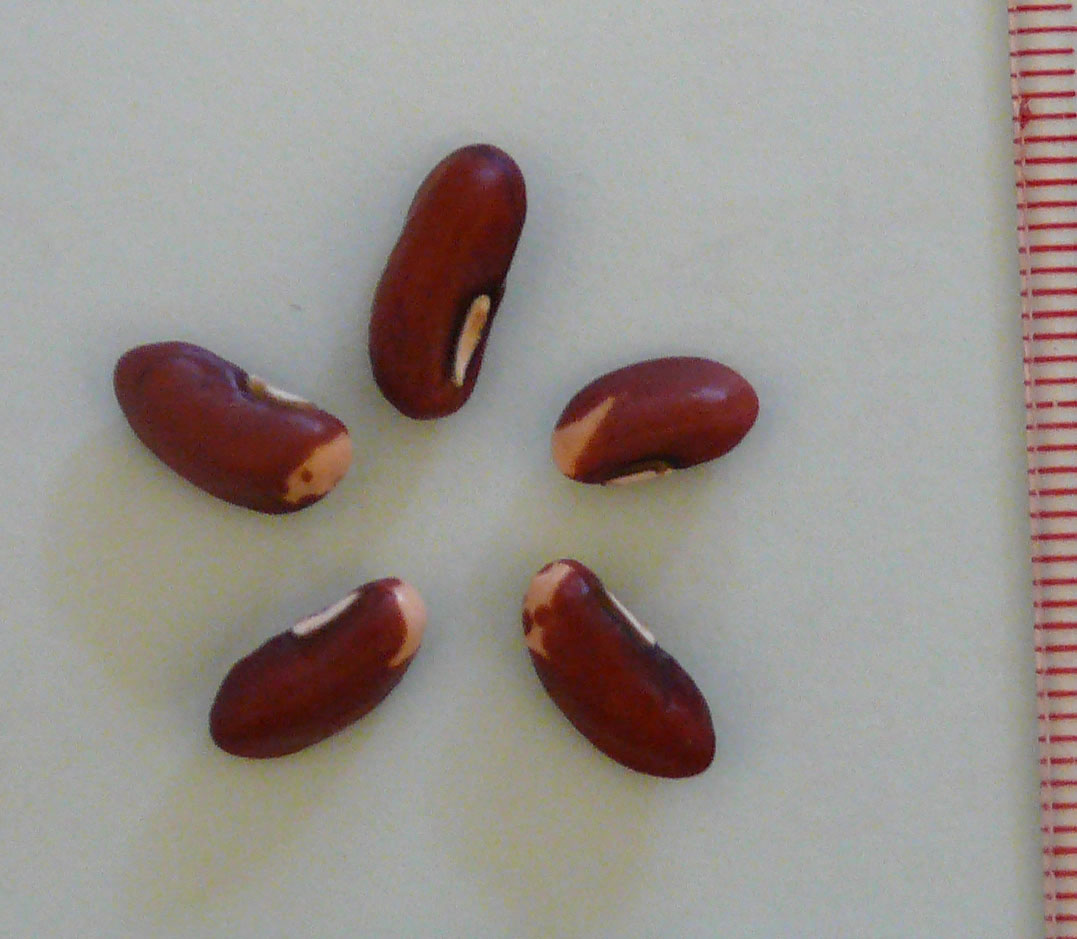
Hạt đậu đũa
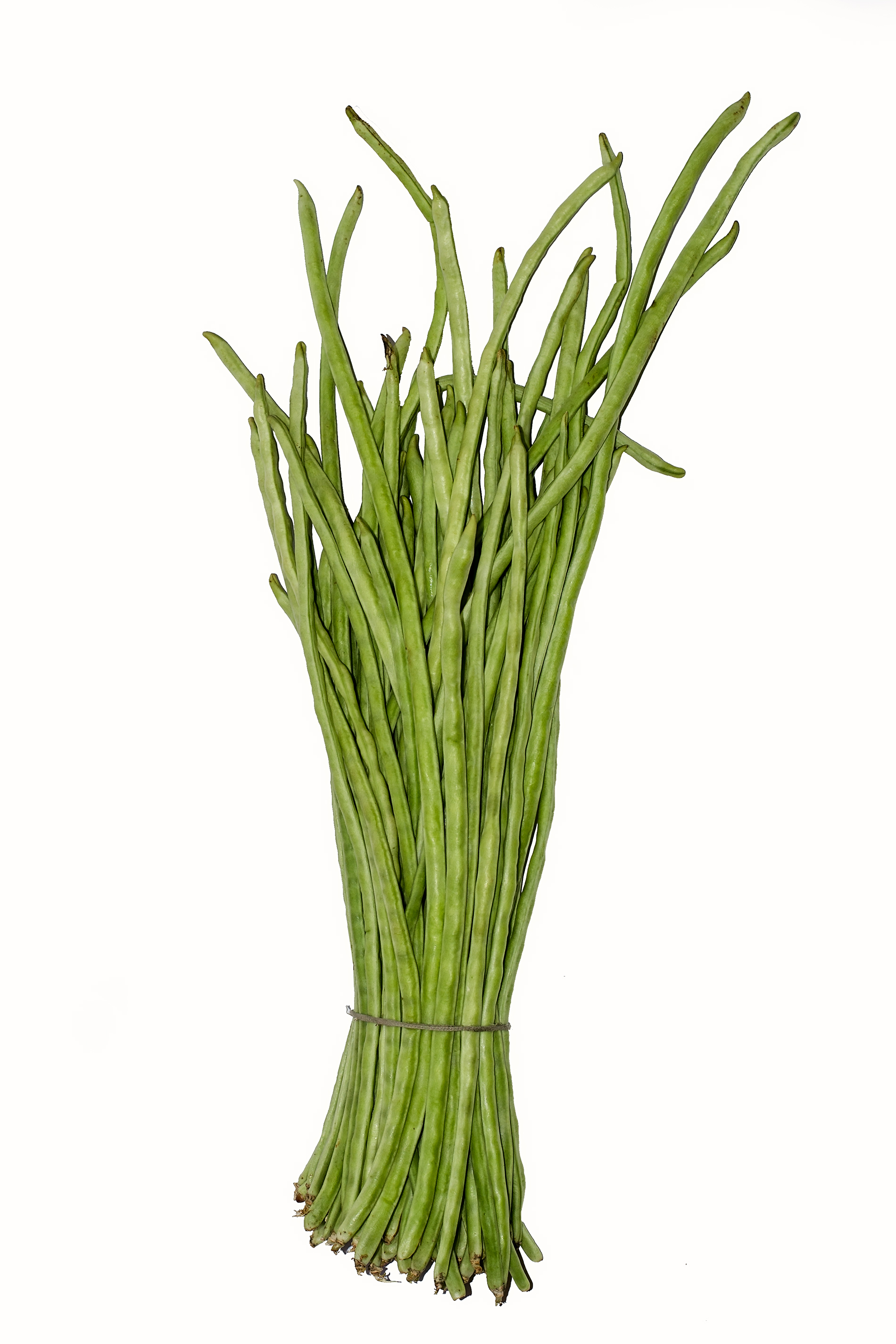
Đậu đũa bán trong chợ
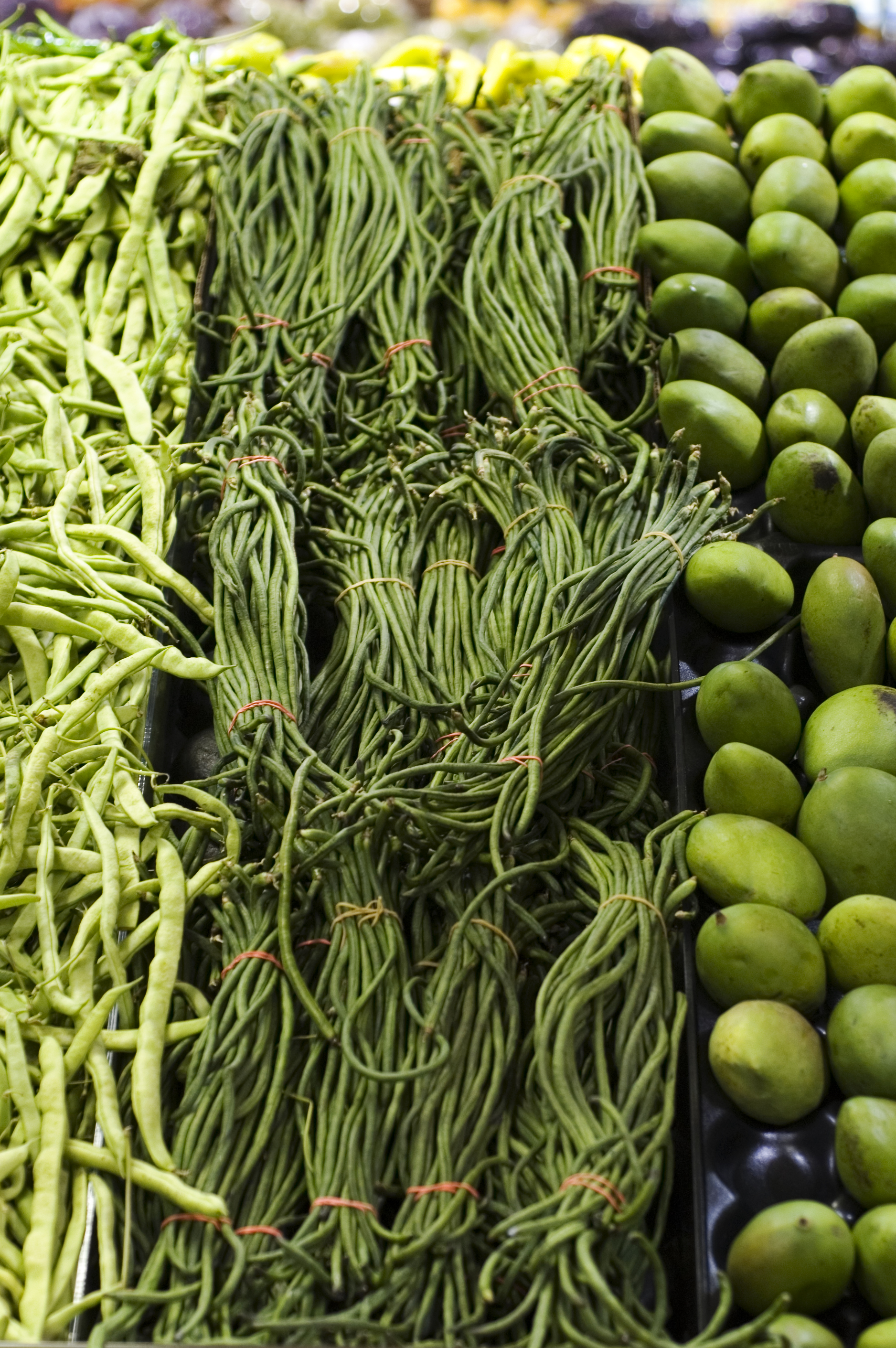
Đậu đũa bán trong chợ